# Euscelis ormaderensis
Euscelis ormaderensis är en insektsart som beskrevs av Adolf Remane 1968. Euscelis ormaderensis ingår i släktet Euscelis och familjen dvärgstritar. Inga underarter finns listade i Catalogue of Life.